# Michał Helik
Michał Sławomir Helik (* 9. September 1995 in Chorzów) ist ein polnischer Fußballspieler. Der Innenverteidiger steht aktuell bei Oxford United unter Vertrag.

## Karriere
Der in Chorzów geborene Helik begann seine Karriere bei seinem Heimatverein Ruch Chorzów, wo er 46 Ekstraklasa-Spiele bestritt und 1 Tor erzielte. Am 9. Juni 2017 wurde bekannt gegeben, dass Helik zum Ligakonkurrenten KS Cracovia wechseln wird. In drei Saisons bei Cracovia absolvierte er 88 Ligaspiele und erzielte 9 Tore.
Am 9. September 2020 wechselte Helik zum Championship-Klub FC Barnsley und unterschrieb einen Dreijahresvertrag.
Zwei Jahre später unterschrieb er bei Huddersfield Town. Nach dem Abstieg von Huddersfield am Ende der Saison 2023/24 blieb Helik noch ein weiteres halbes Jahr beim Klub, ehe er am 17. Januar 2025 zurück in die Championship wechselte und sich Oxford United anschloss.

## Nationalmannschaft
Am 25. März 2021 debütierte Helik für die polnische Nationalmannschaft. Das WM-Qualifikationsspiel gegen Ungarn endete 3:3-Unentschieden.
Zur Fußball-Europameisterschaft 2021 wurde er in den polnischen Kader berufen, kam aber mit diesem nicht über die Gruppenphase hinaus.

## Erfolge
KS Cracovia
- Puchar Polski: 2019/20

Individuell
- FC-Barnsley-Spieler der Saison: 2020/21